# دانشگاه هنر و فرهنگ شیزوئوکا
دانشگاه هنر و فرهنگ شیزوئوکا (به ژاپنی: 静岡文化芸術大学 Shizuoka Bunka Geijutsu Daigaku) یک دانشگاه در هاماماتسو، در استان شیزوئوکا، ژاپن است. هدف این دانشگاه فراهم کردن تبادل ایده بین زمینه‌های فرهنگی و طراحی در یک مؤسسه نسبتاً کوچک است. این یکی از جدیدترین دانشگاه‌های ژاپن است که در دسامبر سال ۱۹۹۹ تأسیس و اولین کلاس خود را در آوریل ۲۰۰۰ ثبت نام کرده‌است.